# Himantozoum antarcticum
Himantozoum antarcticum är en mossdjursart som först beskrevs av Calvet 1909.  Himantozoum antarcticum ingår i släktet Himantozoum och familjen Bugulidae. Inga underarter finns listade i Catalogue of Life.